# Béotarque
Un béotarque (du grec ancien βοιωτάρχης / boiôtárkhês, de Βοιωτία / Boiôtía, la Béotie et ἀρχή / arkhê, le commandement) est un magistrat de la Confédération béotienne.
Les béotarques, théoriquement élus chacun par un district de la Confédération pour un an, forment un collège exerçant le pouvoir exécutif et assumant le commandement de l'armée confédérale. Leur nombre a varié au cours de l'histoire, passant de onze à sept.
Ils représentent également la Béotie dans les relations entre cités, reçoivent et envoient des ambassadeurs.
Au IVe siècle, la confédération est dissoute après la guerre de Corinthe (394), puis une nouvelle fois en 382 (prise de la Cadmée). Elle est reformée trois ans plus tard après la libération de Thèbes (379).